# Йохан VIII (Салм-Кирбург-Мьорхинген)
Йохан VIII фон Залм-Кирбург-Мьорхинген (на немски: Yohann VIII von Salm-Kyrburg-Mörchingen; * 1522; † октомври 1548, Финстинген/Фенетранж, Франция) е вилд-и Рейнграф в Залм-Кирбург-Мьорхинген (1531 – 1548).

## Произход
Той е син на Йохан VII (1493 – 1531), граф на Залм, вилд-и Рейнграф в Кирбург, и съпругата му Анна фон Изенбург-Бюдинген-Келстербах (ок. 1500; † 1551/1557), дъщеря на граф Филип фон Изенбург-Бюдинген-Ронебург (1467 – 1526) и Амалия фон Ринек (1478 – 1543). По-малкият му брат е Томас (1529 – 1553), вилд-и Рейнграф в Кирбург-Пютлинген, Димеринген-Вилденбург, женен 1548/49 г. за графиня Юлиана фон Ханау-Мюнценберг (1529 – 1595).

## Фамилия
Йохан VIII се жени на 14 януари 1540 г. във Валденбург за графиня Анна фон Хоенлое-Валденбург (* 1520/1524; † 7 март 1594), дъщеря на граф Георг I фон Хоенлое-Валденбург (1488 – 1551) и първата му съпруга Пракседис фон Сулц/Зулц (1495 – 1521). Те имат децата:
- Филип Алберт († млад)
- Ото I (1538 – 1607), вилд-и Рейнграф в Кирбург-Мьорхинген, женен на 23 юни 1567 г. във Вайлбург за графиня Отилия фон Насау-Вайлбург (1546 – ок. 1610)
- Волфганг († млад)

Вдовицата му Анна фон Хоенлое-Валденбург се омъжва втори път през 1549 г. за граф Йохан IX фон Сайн (1518 – 1560).